# Chambrey
Chambrey település Franciaországban, Moselle megyében. Lakosainak száma 317 fő (2022. január 1.). Chambrey Bezange-la-Grande, Moncel-sur-Seille, Château-Salins, Fresnes-en-Saulnois, Grémecey, Pettoncourt és Salonnes községekkel határos.

## Népesség
A település népességének változása:
| Lakosok száma | 366  | 364  | 342  | 322  | 363  | 346  | 337  | 325  | 322  | 317  |
|               | 1968 | 1982 | 1990 | 2006 | 2013 | 2015 | 2017 | 2019 | 2020 | 2022 |